# Costa de la Font

La Costa de la Font, respecte del terme d'Abella de la Conca

La Costa de la Font és una costa de muntanya del terme municipal d'Abella de la Conca, a la comarca del Pallars Jussà.
És al nord de la Torre d'Eroles, a la vall alta del riu d'Abella, a la dreta d'aquest riu. És la costa que pel costat de ponent delimita la vall del barranc de la Torre, entre el petit poble de la Torre d'Eroles i el lloc on hi havia Casa Birrillo. És a llevant de Puigvent i de l'Era Vella.

## Etimologia
Aquesta costa pren el nom de la Font de la Torre, que es troba al capdavall de la costa, en el seu sector nord-oriental. Es tracta, així doncs, d'un topònim romànic modern, de caràcter descriptiu.